# Cantón de Selommes
El cantón de Selommes era una división administrativa francesa, que estaba situada en el departamento de Loir y Cher y la región de Centro-Valle de Loira.

## Composición
El cantón estaba formado por dieciséis comunas:
- Baigneaux
- La Chapelle-Enchérie
- Coulommiers-la-Tour
- Épiais
- Faye
- Périgny
- Pray
- Renay
- Rhodon
- Rocé
- Sainte-Gemmes
- Selommes
- Tourailles
- Villemardy
- Villeromain
- Villetrun

## Supresión del cantón de Selommes
En aplicación del Decreto n.º 2014-213 de 21 de febrero de 2014, el cantón de Selommes fue suprimido el 22 de marzo de 2015 y sus 16 comunas pasaron a formar parte; diez del nuevo cantón de Montoire-sur-le-Loir, cuatro del nuevo cantón de La Beauce y dos del nuevo cantón de Le Perche.